# Иорданов, Даки
Даки Йорданов (настоящее имя — Д.И.Вичев) (14 сентября 1893, Омуртаг, Тырговищский округ, Болгария - 5 апреля 1978, Болгария) — болгарский ботаник, член Болгарской АН (1947-78).

## Биография
Родился Даки Йорданов 14 сентября 1893 года в Омуртаге в многодетной и бедной семье. В 1921 году окончил Софийский университет, успешно сдав дипломную работу на тему Флоры и остался там работать вплоть до 1962 года, при этом с 1948 по 1950 год занимал должность декана физико-математического факультета, с 1950 по 1962 год занимал должность заместителя ректора, ректора и профессора, одновременно с этим с 1957 по 1962 года занимал должность заведующего кафедрой систематики растений. С 1962 по 1974 год занимал должность директора Института ботаники и Ботанического сада Болгарской АН.
Скончался Даки Йорданов 5 апреля 1978 года в Болгарии.

## Виды, названные в честь Д. Иорданова
- Myosotis jordanovii
- Verbascum jordanovii
- Anthemis jordanovii
- Poa jordanovii
- Vicia jordanovii
- Brassica jordanovii[1]

## Увековечение памяти
- В честь Даки Йорданова названа улицы Академика Даки Йорданова в Балчике и Варне.
- В родном городе Даки Йорданова в Омуртаге была основана прогимназия и данной прогимназии было присвоено его имя.

## Научные работы
Основные научные работы посвящены систематике, флористике, геоботанике, экологии и географии высших растений Болгарии и других стран Балканского полуострова. Даки Иорданов — автор свыше 120 научных работ.
- Даки Иорданов большое значение уделял прикладной ботанике.
- Занимал должность ответственного редактора многотомного труда — Флора Болгарии.

## Членство в обществах
- Один из основателей Болгарского ботанического общества.
- Председатель Национального комитета по Биологии.

## Награды и премии
- 1950 — Димитровская премия НРБ
- 1973 — Герой Социалистического Труда НРБ.